# Hranice (okres České Budějovice)
Hranice (od 30. listopadu 1901 do 30. června 1985 Hranice u Nových Hradů, německy Julienheim či Julienhain, také Granitz) jsou obec v okrese České Budějovice v Jihočeském kraji. Žije zde 212 obyvatel. Je tvořena katastrálním územím Hranice u Nových Hradů.

## Historie
První písemná zmínka o obci pochází z roku 1790.
Katastrem obce procházela podél zdejší silnice až do roku 1920 hranice mezi Čechami a Dolním Rakouskem. Česká západní část katastru obce byla původně součástí katastru Byňova. Východní část (osada Trpnouze) byla k Československu připojena až 31. července 1920 jako součást Západního Vitorazska.

## Přírodní poměry
Do východní části katastrálního území zasahuje národní přírodní rezervace Žofinka.

## Obyvatelstvo
| Rok            | 1869 | 1880 | 1890 | 1900 | 1910 | 1921 | 1930 | 1950 | 1961 | 1970 | 1980 | 1991 | 2001 | 2011 | 2021 |
| -------------- | ---- | ---- | ---- | ---- | ---- | ---- | ---- | ---- | ---- | ---- | ---- | ---- | ---- | ---- | ---- |
| Počet obyvatel | 874  | 831  | 791  | 841  | 773  | 680  | 572  | 372  | 386  | 327  | 275  | 242  | 243  | 195  | 187  |
| Počet domů     | 105  | 105  | 109  | 108  | 110  | 113  | 115  | 115  | 105  | 93   | 89   | 83   | 127  | 132  | 129  |

## Obecní správa
Mezi lety 1850–1886 Hranice patřily jako osada obce k Byňovu v okrese Kaplice. V letech 1886–1985 byly obcí v okrese Kaplice (1880–1930), posléze v okrese Trhové Sviny (1950) a později v okrese České Budějovice. Od 1. července 1985 do 23. listopadu 1990 patřily jako část města k Novým Hradům a od 24. listopadu 1990 jsou opět samostatnou obcí.

### Části obce
Obec Hranice se skládá ze dvou částí. Část obce Trpnouze se nachází v oblasti Západního Vitorazska.
- Hranice
- Trpnouze

### Obecní symboly
Znak a vlajka byly obci uděleny rozhodnutím předsedy Poslanecké sněmovny Parlamentu České republiky dne 5. dubna 2017.

## Osobnosti
- Carl Anton Stölzle[9]

## Galerie

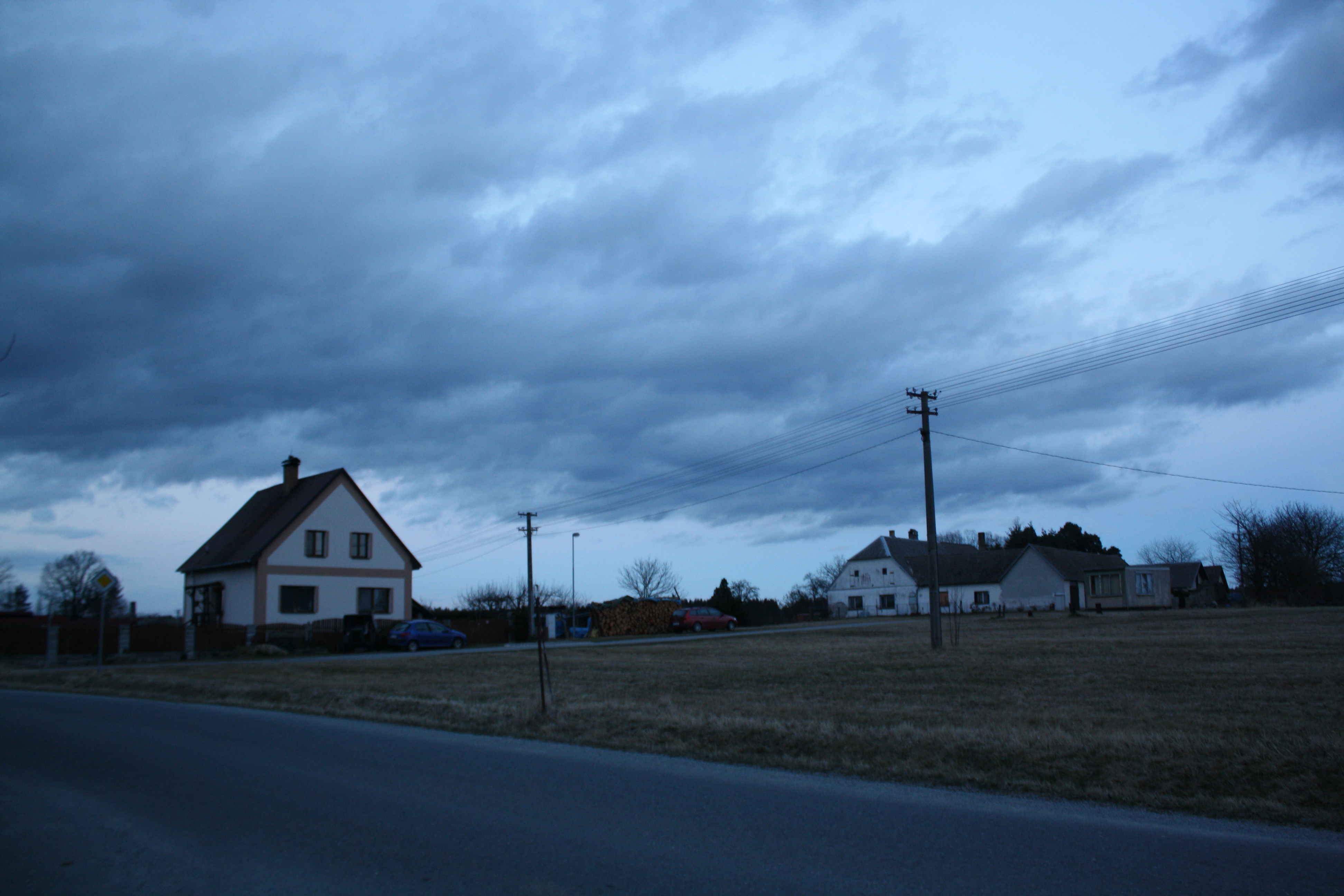
Hranice
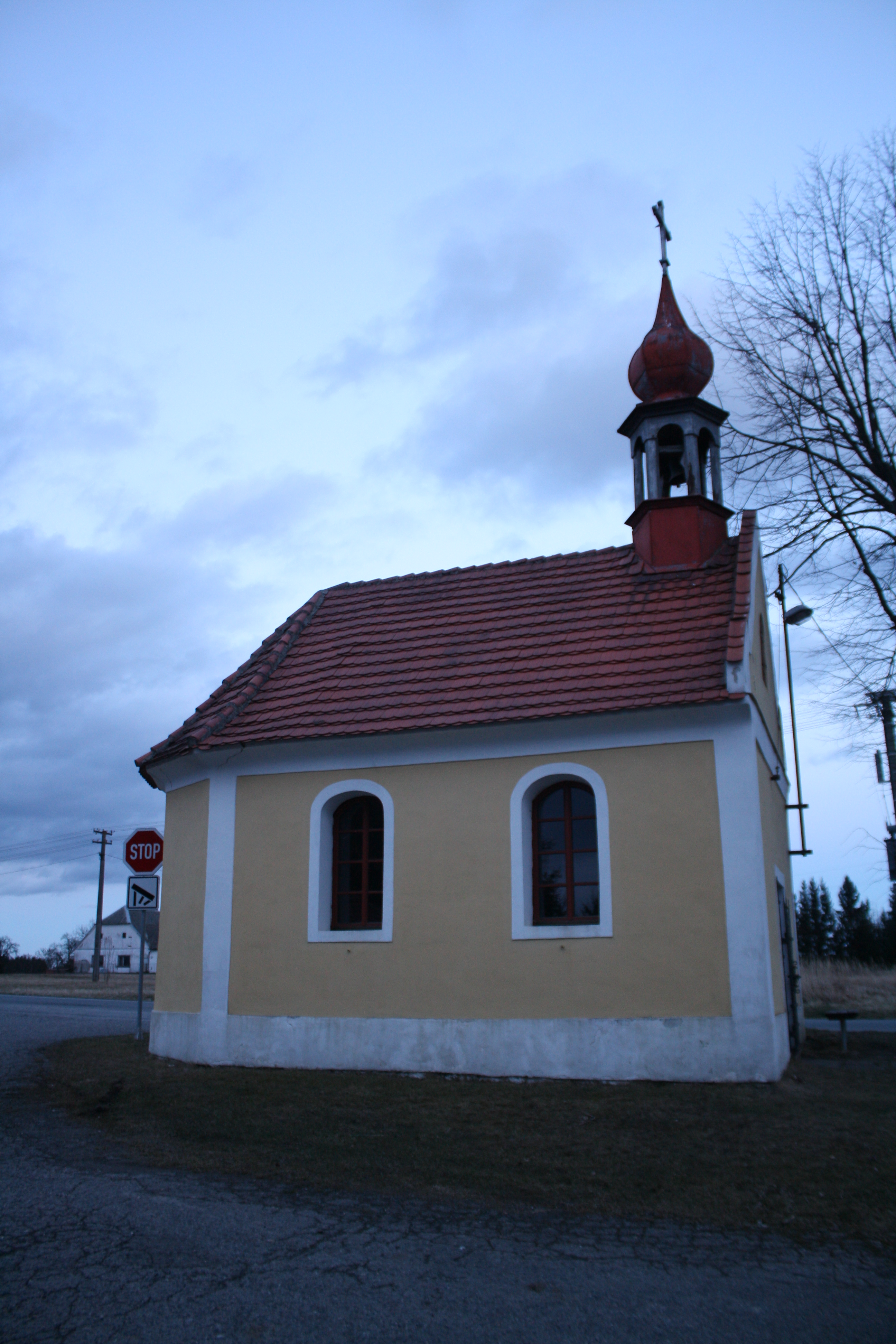
Hranice
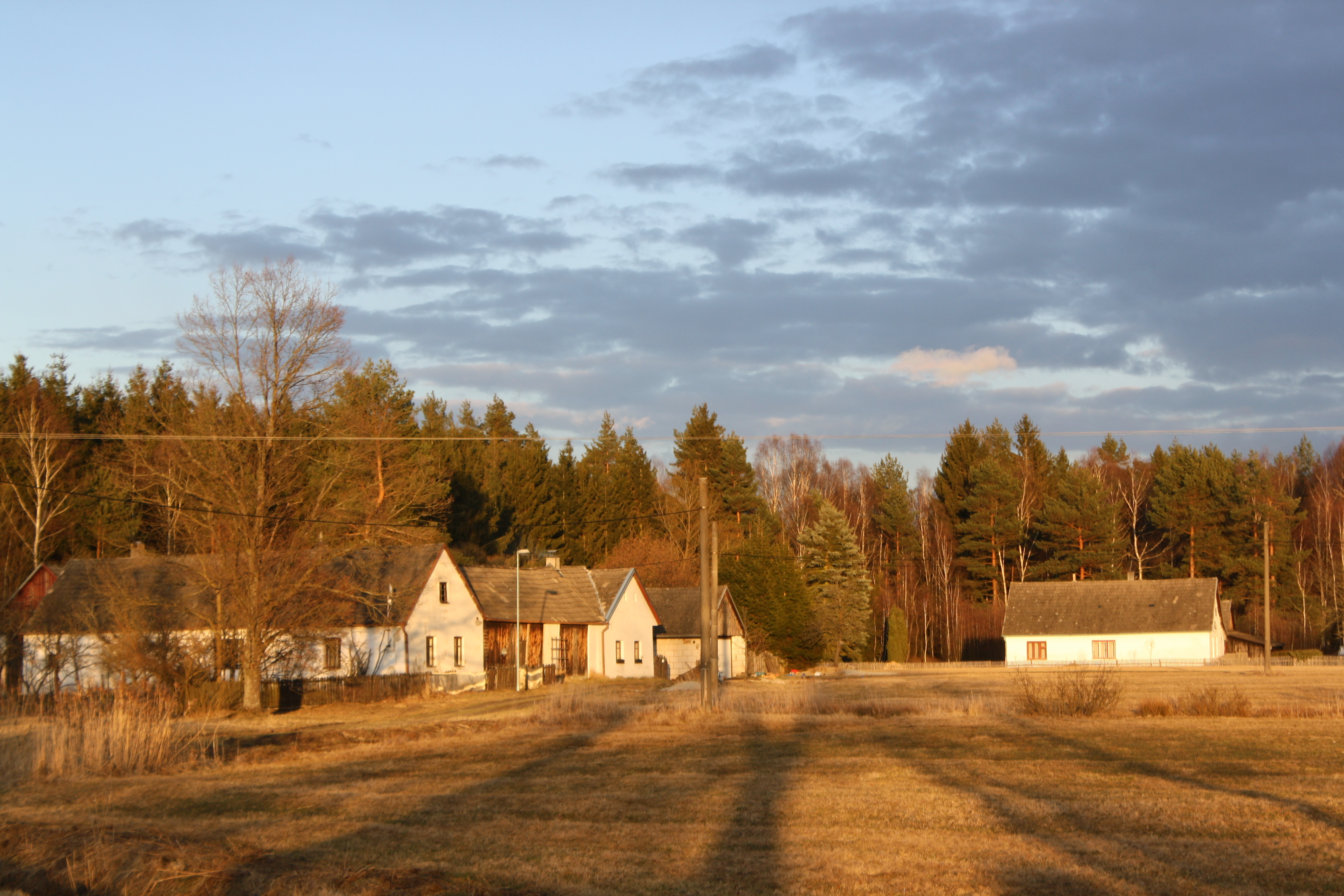
Blata
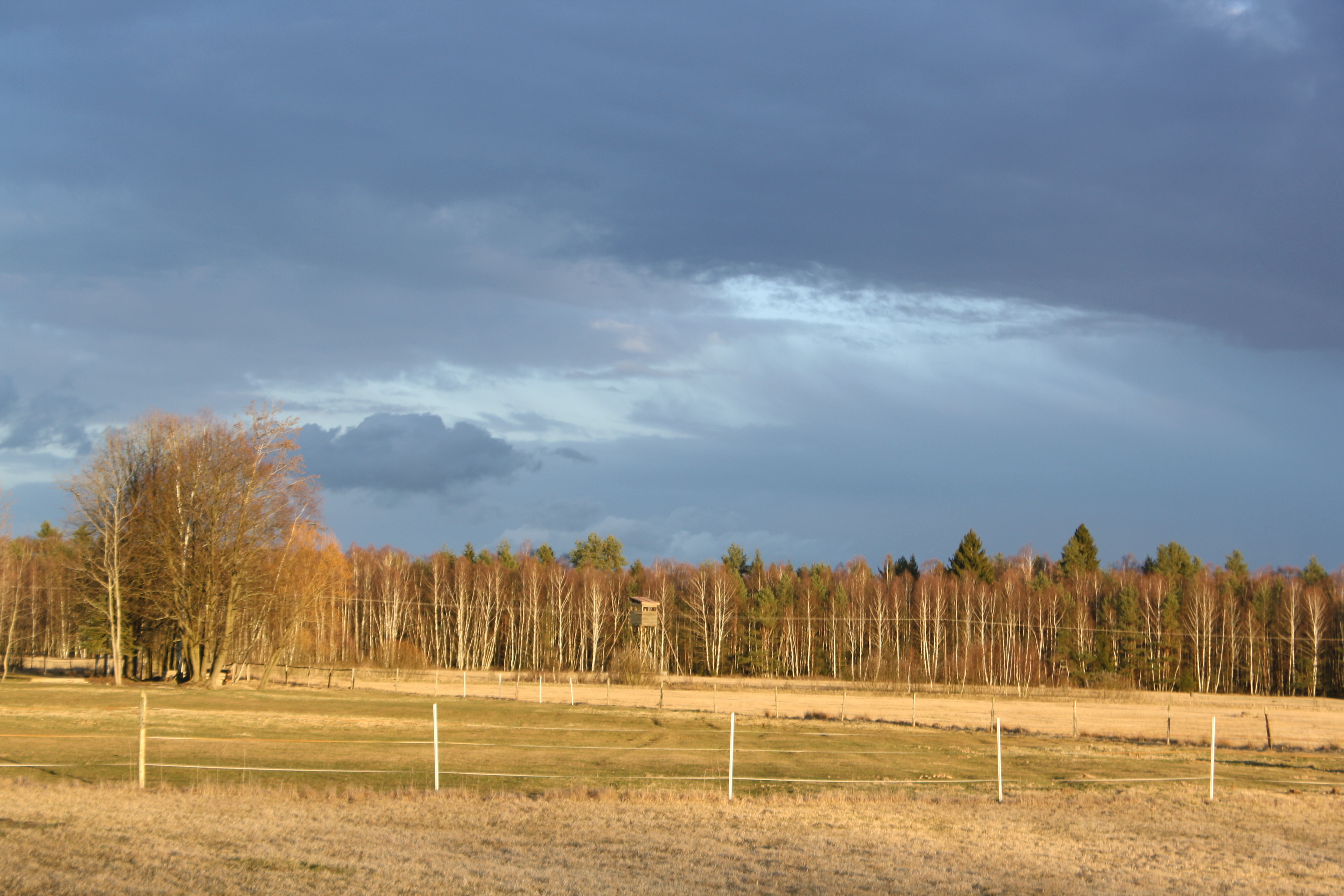
Blata